# Иосиф (католикос Абхазии)
Иосиф (Багратиони) (после 1735 — 24 мая 1776) — грузинский религиозный деятель, митрополит Гелатский в  1760–1769 годах, Абхазский католикос в 1769—1776 годах.

## Биография
Младший сын Имеретинского царя Александра V из династии Багратионов (Багратиони) и его жены Тамары, урождённой княгини Абашидзе, Иосиф Багратиони многие годы был главным сторонником своего брата, следующего царя Имеретии Соломона I в его усилиях по укреплению собственной власти в стране.
Иосиф (Багратиони) сперва подвизался в значительном Гелатском монастыре в окрестностях Кутаиси, уже вскоре став (в 1760 году) митрополитом Гелатским. В 1766 году, после того, как его старший брат Соломон I был изгнан из собственной столицы своим двоюродным братом Теймуразом в результате переворота, поддержанного Османской империей, митрополит Иосиф, взяв на себя дипломатические функции, сперва отправился к царю Картли-Кахетии (собственно Грузии)  Ираклиию II, а затем, вместе с послами царя Ираклия, в Константинополь для переговоров с султаном. Тем временем, Соломон смог одержать победу над Теймуразом. После этого, главным противником Соломона стал его влиятельный феодал и номинальный подчинённый Ростом Эристави-Рачинский (из семьи Чхеидзе). В этой ситуации Ростом отправил своего брата Виссариона (Эристави), католикоса Абхазии, следовательно, главу православной церкви в Западной Грузии, к турецкому паше — наместнику в Ахалцихе просить помощи против Соломона. В ответ Соломон отправил Иосифа к тому же паше с обещанием мира в обмен на арест католикоса Виссариона. Ахалцихский паша принял сторону Соломона, после чего католикос Виссарион был низложен и брошен в тюрьму (однако затем бежал в Мингрелию, где провозгласил себя первым католикосом Мингрельским), а на его место Абхазским католикосом в марте 1769 года был поставлен Иосиф (Багратиони). 

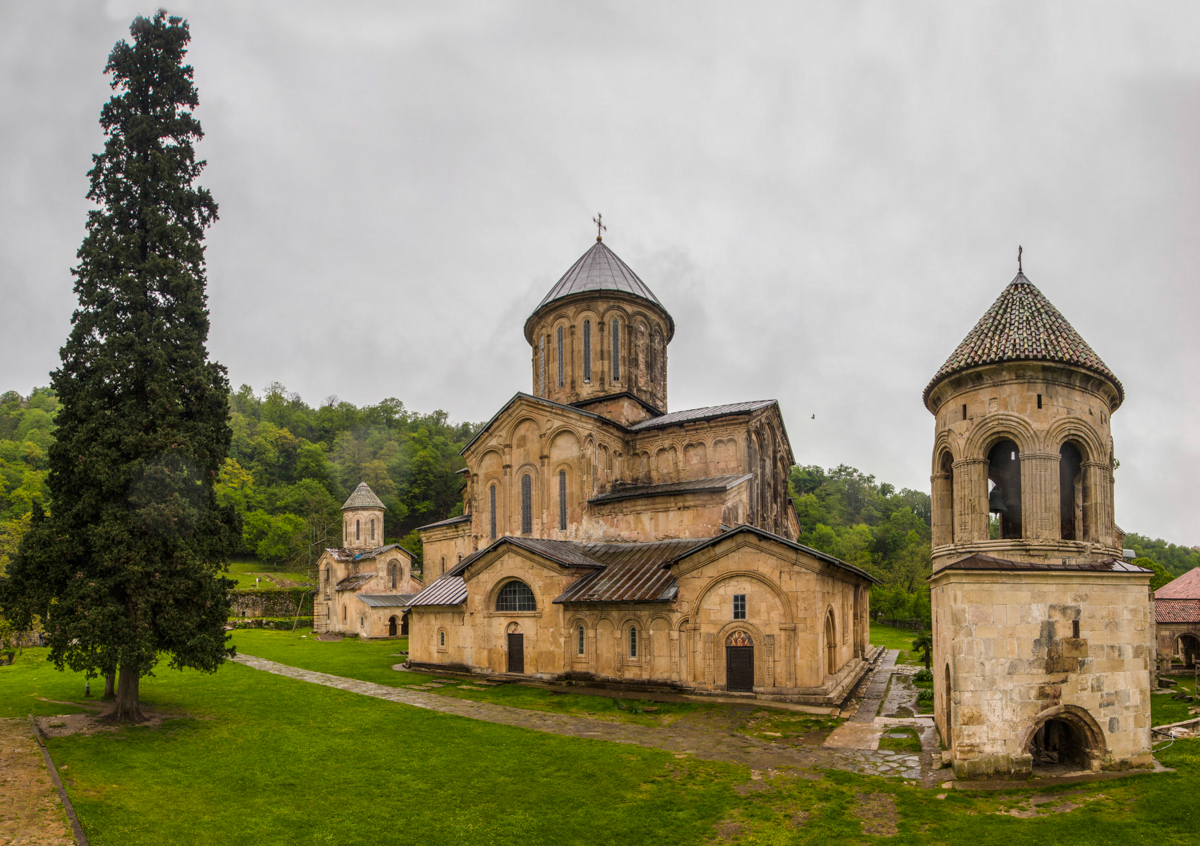
Гелатский монастырь. Современный вид.

В мае 1769 года Соломон отправил Иосифа в Рачу для примирения с Ростомом. Католикос поклялся в церкви Баракони, что его брат Соломон гарантирует Ростому безопасность в случае личной встречи. После этого Ростом отправился на встречу с Соломоном, который прямо во время пира велел арестовать его и ослепить, нарушив тем самым клятву своего брата. Рачинское княжество было упразднено, а его земли конфискованы Соломоном, причём часть земель он подарил своему брату, католикосу Иосифу. 
В последующие годы Иосиф вёл переговоры с мингрельским правительством, добиваясь упразднения Мингрельского католикосата и низложения католикоса Виссариона. Переговоры оказались безрезультатными, но после смерти Виссариона в 1773 году, новых католикосов в Мингрелии выдвигать не пытались. 
Католикос Иосиф (Багратиони) не жалел усилий для украшения  Гелатского монастыря. Он подарил монастырю несколько новых поместий с крепостными крестьянами, драгоценные богослужебные предметы, коллекцию рукописей, в том числе Ванское Евангелие XIII века. Пожертвования также были отправлены в Пицундский собор, бывшую резиденцию католиков Абхазии. Иосиф умер в 1776 году и был похоронен в Гелатском монастыре. Его преемником в сане католикоса стал Максим II (Абашидзе), родственник по материнской линии.
На момент смерти католикоса Иосифа, его старшему брату, царю Соломону I Имеретинскому (1735 года рождения) было не более 41 года. В связи с этим предполагается, что католикос скончался в 37 лет, следовательно, был хиротонисан в митрополиты Гелатские приблизительно в 20-летнем возрасте.